# 兩岸合拍劇
兩岸合拍劇，係指臺灣與中國大陆合作拍攝的電視劇、網絡劇、綜藝節目，所謂合製合拍，主要是指臺灣與中國大陆雙方共同集資，降低成本風險的製作模式。臺灣電視節目製作業者可透過合製過程匯集資金、分攤風險、拓展海外市場等。而兩岸合拍經歷20年的興衰起伏，從雙方的互相設限，直到2008年中國大陆對合拍劇登上黃金檔鬆綁，臺灣方面也祭出歡迎中國大陆主創人員來台拍攝的善意，重新開啟兩岸合拍的契機。目前兩岸雙方皆有意重新促成「合製合拍」模式，希望藉由合製合拍整合雙方在市場、創意、人才、技術的互補性，聯手擴展亞洲區域性市場。

## 四個階段

### 蓬勃期（1987－1999）
早期兩岸合拍劇以國語連續劇為主。例如：知名作家瓊瑤女士的《六個夢》，於1989年赴中國大陆拍攝，並於1990年播出。劇中起用多位中國大陆演員，例如資深演員岳躍利與童星出身的金铭等等，是為兩岸合拍劇的先鋒。
長達20年的豐富合作經驗，中國大陆亦成為是臺灣影視產業最熟悉的合作對象。

### 曙光期（2008－）
2000年代以後「合拍偶像劇」成為兩岸合拍劇的主要類型。自從中國大陆廣電總局2008年開放與臺灣的合拍劇視同中國大陆國產劇，可在中國大陆頻道黃金時段播出，近幾年兩岸合拍劇大幅增加，其收視表現有好有壞，但進一步觀察發現，無論是在題材、劇情、演員等各方面，凡臺灣主創人員及主要演員所佔比例較高者，在臺灣收視表現也較佳。

## 優勢、劣勢與困境
大部分合拍劇形式屬於「聯合製作」。臺灣方面由有實力的電視製作業者主導，直接與中國大陆電視台合作。或者由代理的傳播公司扮演穿針引線的角色，在版權分屬上，臺灣版權歸製作單位，海外發行權則由代理的傳播公司擁有。

### 優勢（從臺灣角度）
1. 資金共享，降低拍片成本風險
2. 有機會進入中國大陆市場
3. 獲得海外版權，擴張海外市場
4. 藉由合作了解產業與市場

### 劣勢（從臺灣角度）
1. 在中國大陆投資風險仍偏高
2. 主控權大多落在陸方
3. 審查制使題材難以兼顧兩岸市場
4. 核心產製技術轉移至合作方